# Gymnognathus
Gymnognathus är ett släkte av skalbaggar. Gymnognathus ingår i familjen plattnosbaggar.

## Dottertaxa tillGymnognathus, i alfabetisk ordning[1]
- Gymnognathus abundans
- Gymnognathus acastus
- Gymnognathus acutangulus
- Gymnognathus ada
- Gymnognathus affinis
- Gymnognathus alma
- Gymnognathus ampulla
- Gymnognathus ancora
- Gymnognathus aulicus
- Gymnognathus bella
- Gymnognathus biloris
- Gymnognathus blanca
- Gymnognathus bohisi
- Gymnognathus brevirostris
- Gymnognathus bryanthi
- Gymnognathus bryanti
- Gymnognathus calus
- Gymnognathus cincticollis
- Gymnognathus clara
- Gymnognathus clathratus
- Gymnognathus claudia
- Gymnognathus clelia
- Gymnognathus compar
- Gymnognathus comptus
- Gymnognathus cordiger
- Gymnognathus coronatus
- Gymnognathus daguanus
- Gymnognathus decorus
- Gymnognathus discoideus
- Gymnognathus doris
- Gymnognathus dorsonotatus
- Gymnognathus editha
- Gymnognathus elisa
- Gymnognathus emma
- Gymnognathus erna
- Gymnognathus extensus
- Gymnognathus fahraei
- Gymnognathus femoralis
- Gymnognathus flexuosus
- Gymnognathus germaini
- Gymnognathus hamatus
- Gymnognathus hedis
- Gymnognathus hedys
- Gymnognathus helena
- Gymnognathus helma
- Gymnognathus hetarus
- Gymnognathus hilda
- Gymnognathus inca
- Gymnognathus indagatus
- Gymnognathus iphis
- Gymnognathus iris
- Gymnognathus irma
- Gymnognathus leucomelas
- Gymnognathus libussa
- Gymnognathus lotus
- Gymnognathus lusia
- Gymnognathus lyrestes
- Gymnognathus mariana
- Gymnognathus martha
- Gymnognathus menetriesi
- Gymnognathus mexicanus
- Gymnognathus molitor
- Gymnognathus mollis
- Gymnognathus moranus
- Gymnognathus nanus
- Gymnognathus nebulosus
- Gymnognathus nica
- Gymnognathus nubilus
- Gymnognathus ophiopsis
- Gymnognathus ornatus
- Gymnognathus pentilus
- Gymnognathus phanerus
- Gymnognathus pindonis
- Gymnognathus polius
- Gymnognathus procerus
- Gymnognathus pulchellus
- Gymnognathus pulcher
- Gymnognathus regalis
- Gymnognathus robustus
- Gymnognathus ruficlava
- Gymnognathus scalaris
- Gymnognathus scolytinus
- Gymnognathus signatus
- Gymnognathus soror
- Gymnognathus talis
- Gymnognathus tenuis
- Gymnognathus thecla
- Gymnognathus vanda
- Gymnognathus variicornis
- Gymnognathus vicinus
- Gymnognathus vitticollis